# Takuya Nagata
Takuya Nagata (永田 拓也 Nagata Takuya?, Saitama, 8 de septiembre de 1990) es un exfutbolista japonés que jugaba como defensa.

## Trayectoria

### Clubes
| Club                         | País  | Año       |
| ---------------------------- | ----- | --------- |
| Urawa Reds                   | Japón | 2009-2013 |
| Thespa Kusatsu (cedido)      | Japón | 2011-2012 |
| Yokohama FC                  | Japón | 2014-2018 |
| Tokyo Verdy                  | Japón | 2019-2020 |
| Giravanz Kitakyushu (cedido) | Japón | 2020      |
| Giravanz Kitakyushu          | Japón | 2021-2022 |